# Дьюпавик
Дьюпавик (исл. Djúpavík, исландское произношение: [ˈtjuːpaˌvik]) — небольшое рыбацкое поселение, существовавшее в XX веке на северо-западе Исландии в общине Аурнесхреппюр (регион Вестфирдир). В настоящее время Дьюпавик состоит всего из семи домов, гостиницы и руин селедочного завода.

## Этимология названия
Буквально с исландского Дьюпавик (djúp — глубина  + vík — бухта) означает "бухта на глубине" (но не "глубокая бухта"). Своё название поселение получило из-за того, что расположено на берегу одноименной бухты Дьюпавик расположенной на глубинах Рейкьяр-фьорда..

## Географическая характеристика
Дьюпавик расположен в глубине Рейкьяр-фьорда (исл. Reykjarfjörður) на берегу бухты Дьюпавик под горой Хауафедль (исл. Háafell; 567 м). Административно относится к общине Аурнесхреппюр в регионе Вестфирдир. Поселение находится примерно в 30 км от Нордюрфьордюра (ближайший населенный пункт), в 280 км от Исафьордюра и в 340 км от столицы страны Рейкьявика.

## История
История Дьюпавика начинается в 1917 году, когда здесь поселился Гвюдйоун Йоунссон с женой и тремя детьми. В том же году Элиас Стефаунссон основал здесь рыбоприёмный пункт, управляющим которого стал Гвюдйоун, и организовал посол сельди. Это изменило жизнь людей в окрестностях Рейкьяр-фьорда, так как в ходе рыбоприемного пункта были также построены жилые дома, магазин и причал для кораблей. В 1918 году Оускар Хальдоурссон построил здесь небольшой завод по переработке сельди. Однако уже в 1919-1920 году, из-за обесценивания сельди после окончания Первой мировой войны и экономического кризиса, завод закрылся и рабочие были уволены.
В 1934 года в Дьюпавике снова начался экономический бум. Началось строительство нового завод по переработке сельди, который должен был стать на то время крупнейшим и самым современным в Европе с точки зрения размеров и используемых технологий. Уже год спустя, 7 июля 1935 года, завод начал производить первые партии сельдевой муки и рыбий жир. В 1936 году завод был полностью достроен, став самым большим бетонным зданием в Исландии, длиной 90 метров и на 3 этажах. Завод был оснащен самым современным оборудованием для переработки сельди — производства рыбной муки и жира.
В результате постройки завода на котором было постоянно занято около 60 человек и около 200 рабочих работали сезонно, в Дьюпавике появилось несколько других предприятий (бойня, солеварни, столовая, пивоварня). После 1944 года улов сельди стал заметно падать и в 1950 он практически не иссяк. Компенсационные меры, такие как ловля других видов рыб, несколько отсрочили закрытие завода, но 1954 году из-за отсутствия сколь-либо значимого улова он был закрыт окончательно и бо́льшая часть рабочих сразу уехала из Дьюпавика. Затем следовало снижение количества жителей и в 1982 году поселение опустело окончательно.
Весной 1985 года Аусбьёдн Торгильссон переехал в Дьюпавик вместе со своей женой Эвой Сигюрбьёднсдоуттир и тремя детьми. Они увидели, что в этом районе появилось много туристов, и им пришла в голову идея открыть отель в заброшенном поселении. Они отремонтировали дом, который раньше служил жильем для работающих женщин, превратили его отель и открыли для туристов летом 1985 года. В 2003 году в помещении бывшего завода открылась постоянная выставка по истории Дьюпавика.
В Дьюпавике лауреат Нобелевской премии по литературе Хальдоур Лакснесс писал свой роман Guðsgjafaþulan (с исл. — «Повесть о дарах Божьих»), где он в юмористической манере рассказывает о лучших «селёдочных» годах поселения.
С середины 1990-х на заброшенном селедочном заводе проводятся различные культурные мероприятия, в том числе концерты и театральные постановки. В 1994 году была показана пьеса «Lífið er lottery» (с исл. — «Жизнь это лотерея») Йоунаса и Йоуна Мули Ауднасонов, в 1996 году была поставлена пьеса Сайвара Сигюргейрссона «Á sama bekk» (с исл. — «В том же классе»), а в 1997 году — пьеса Одда Бьёднссона «Jóðlíf» (с исл. — «Жизнь новорожденного»). В 2006 году в старом селёдочном резервуаре состоялся концерт исландской группы Sigur Rós, который был записан вместе с другими концертами группы в фильме Heima (с исл. — «До́ма»), который был показан в сентябре 2007 года в рамках фестиваля исландского кино в Рейкьявике.

## Галерея

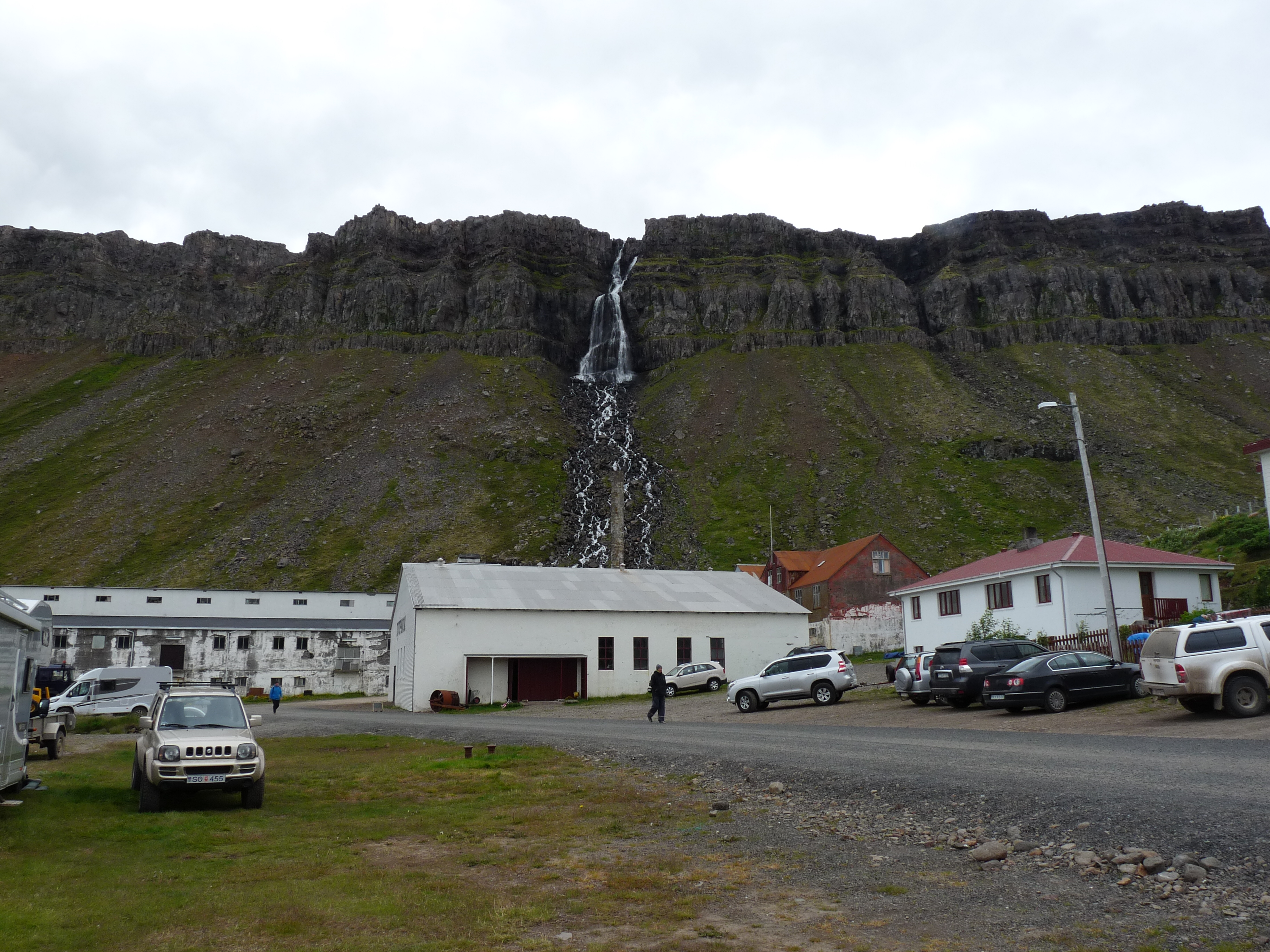
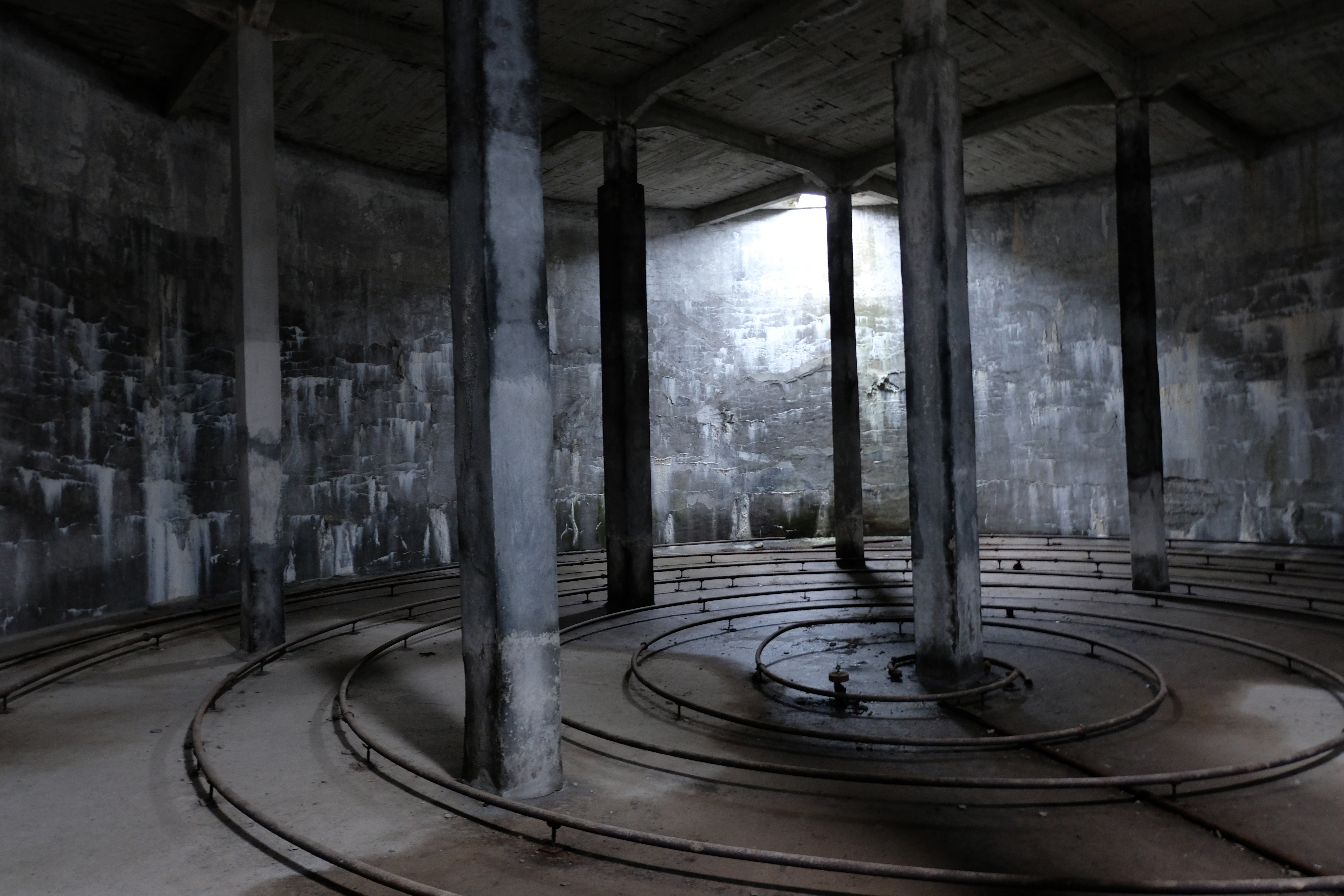
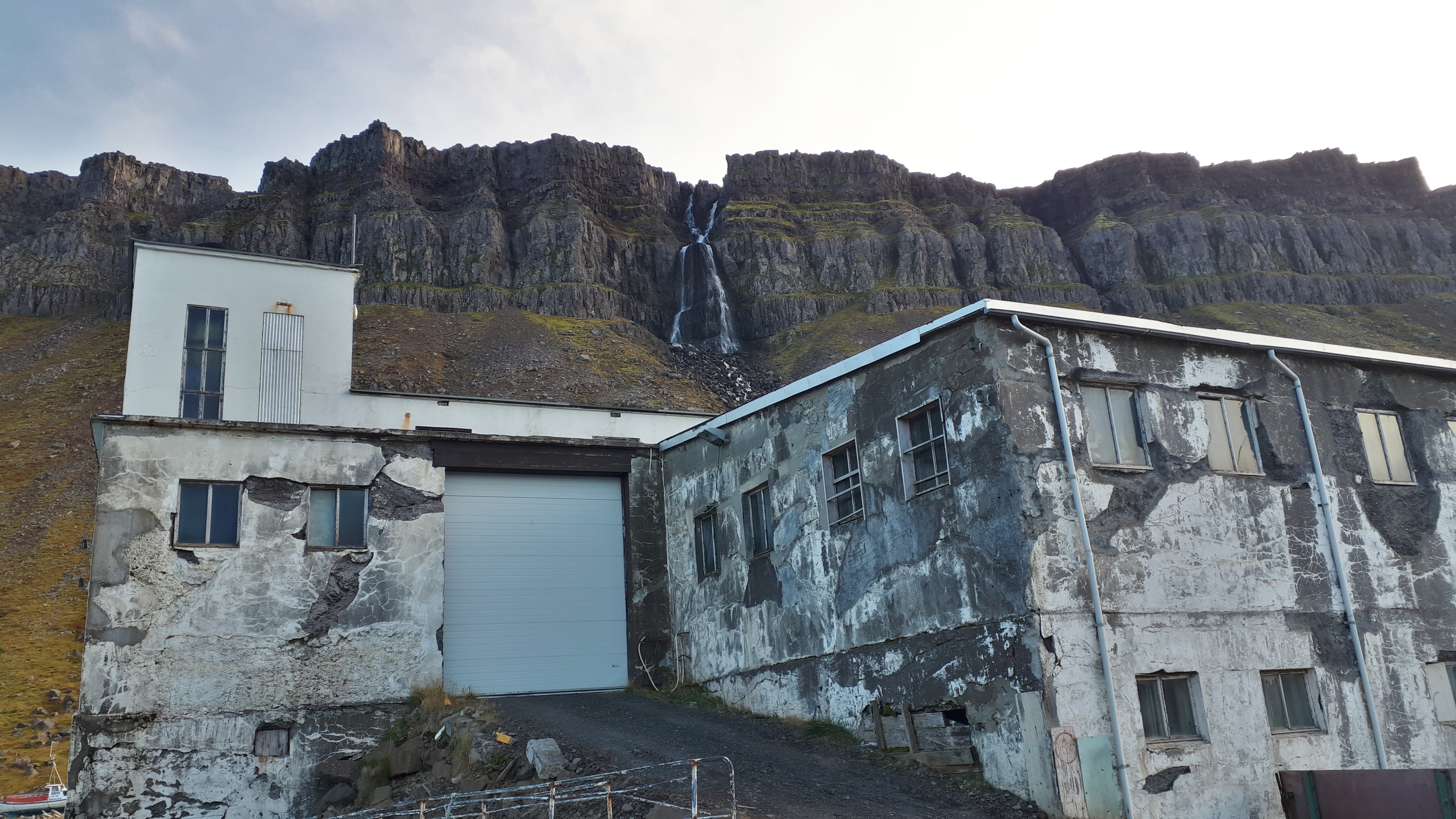
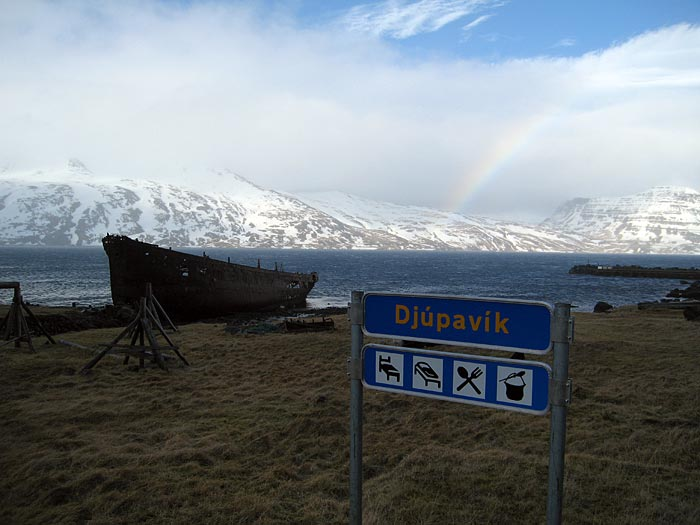
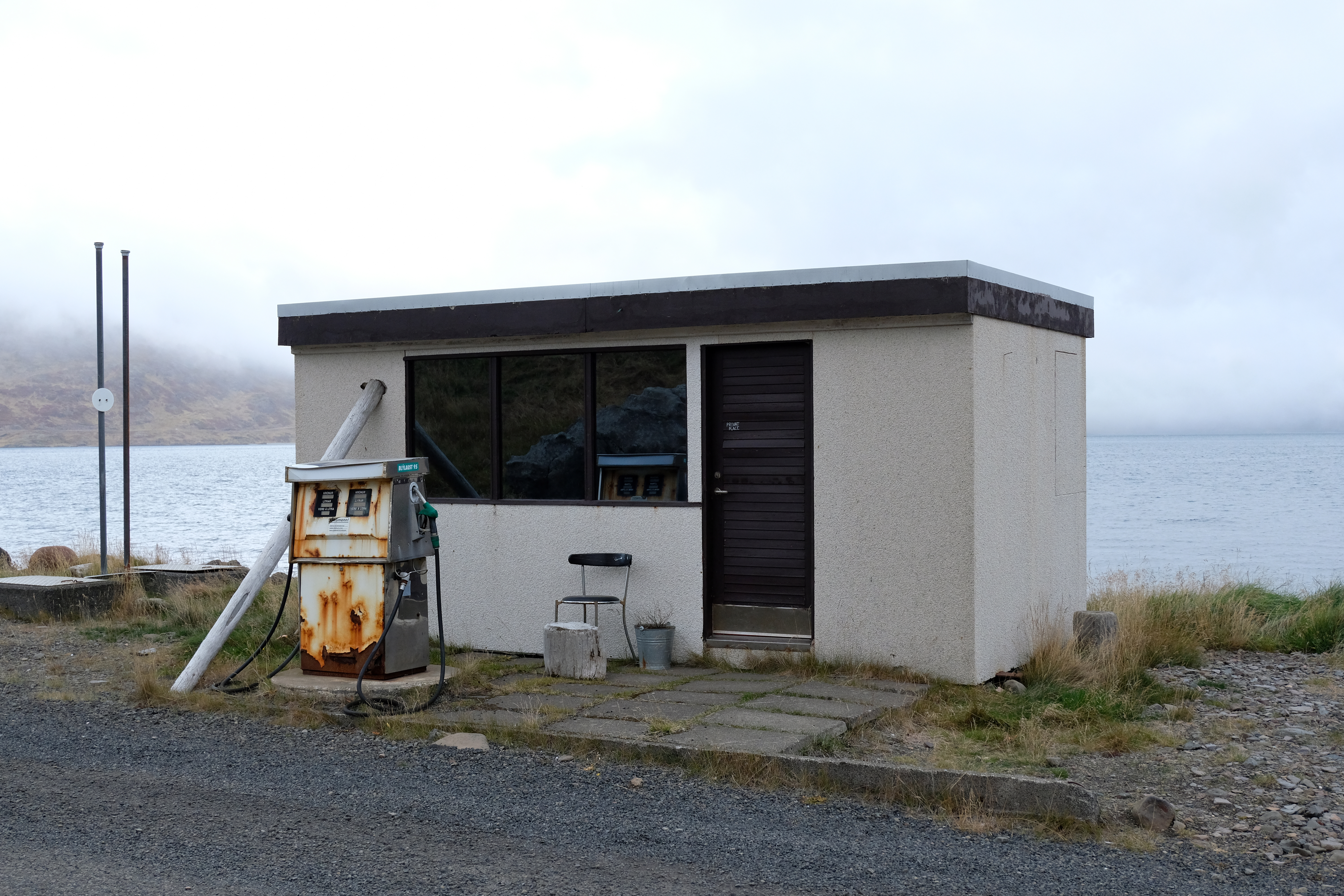
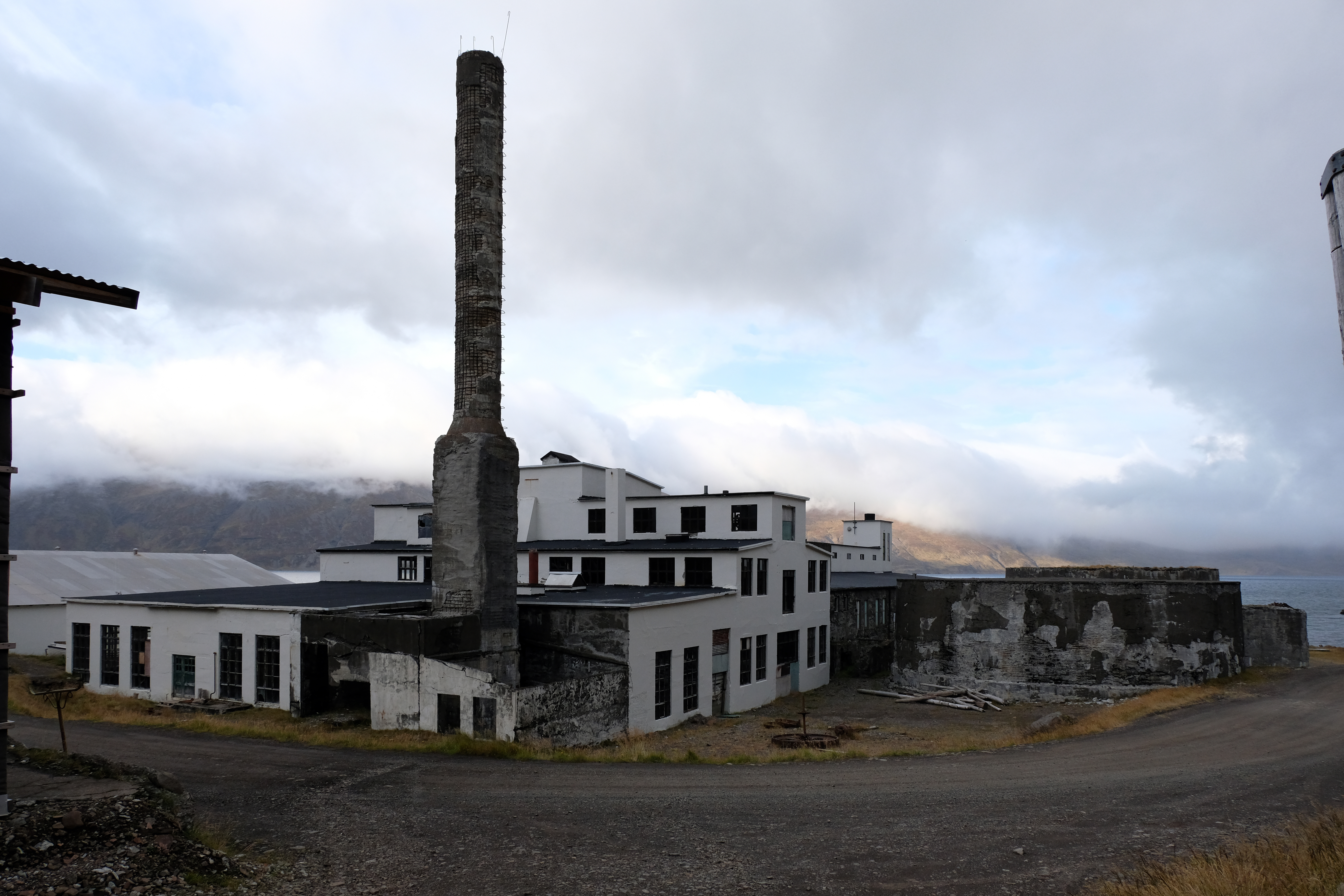
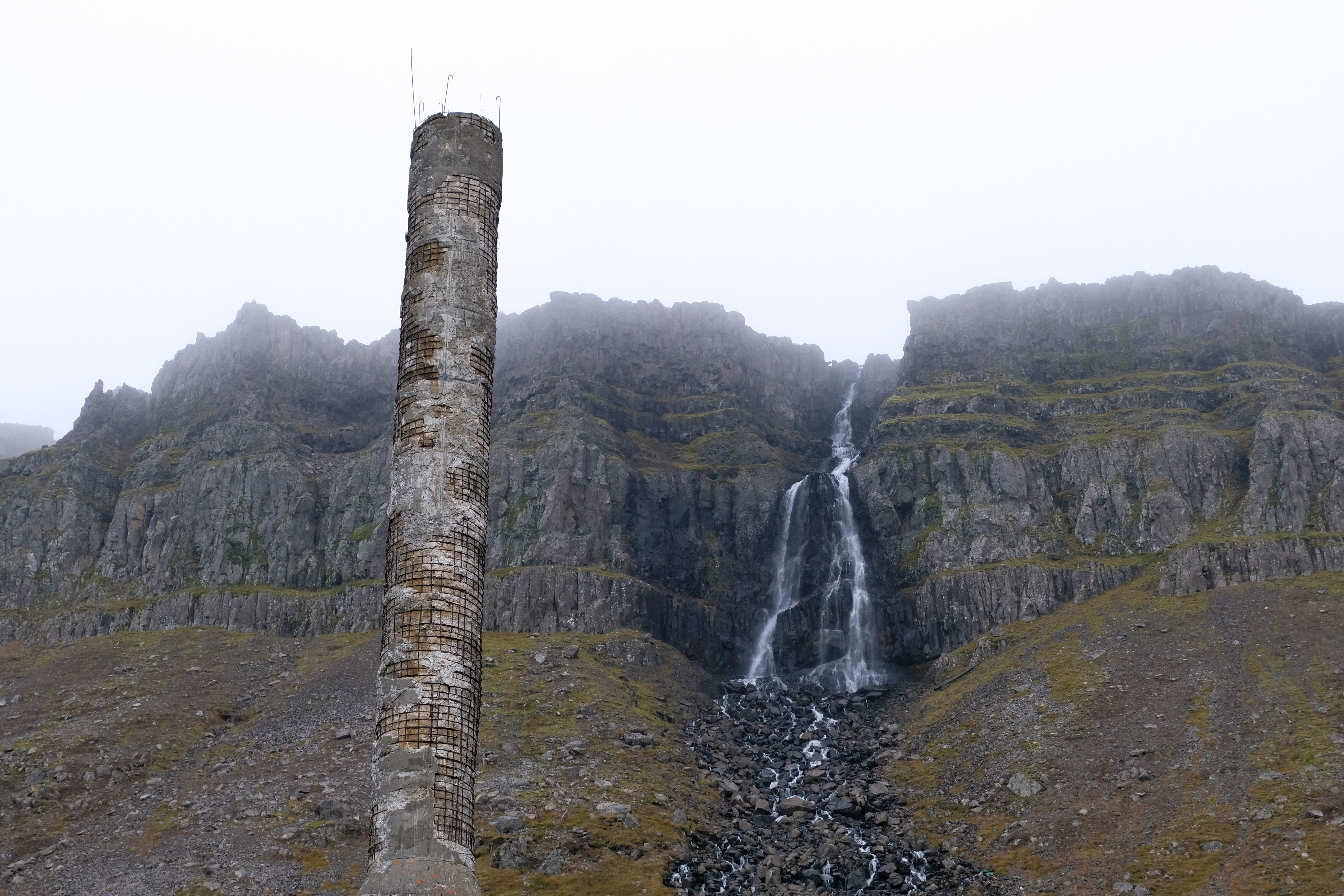